# Gyratrix
Gyratrix is een geslacht van platwormen (Platyhelminthes) die behoort tot de familie Polycystididae. De wormen van dit geslacht zijn tweeslachtig. 
Het bevat de volgende geaccepteerde soorten:
- Gyratrix hermaphroditus
- Gyratrix proaviformis
- Gyratrix proavus